# Панибратство
Панибратство — неуместная, порой граничащая с грубостью и бестактностью дружелюбность и простота общения по отношению к старшим по возрасту, рангу, или же по отношению к малознакомым людям. Данная черта поведения сравнивается с фамильярным поведением.
Панибратское отношение в образовании рассматривается как проблема для правильного образовательного процесса. При этом отсутствие панибратства не означает ситуацию неравенства между различными субъектами обучения.